# WR 1
WR 1 är en ensam stjärna i den mellersta  delen av stjärnbilden Cassiopeja, som också har variabelbeteckningen V863 Cassiopeiae. Den har en skenbar magnitud av ca 10,54 och kräver ett teleskop för att kunna observeras. Baserat på parallax enligt Gaia Data Release 2 på ca 0,29 mas, beräknas den befinna sig på ett avstånd på ca 10 300 ljusår (ca 3 150 parsek) från solen. 

## Egenskaper
WR 1 är en blå till vit stjärna av spektralklass WN4-s och är en Wolf-Rayet-stjärna. Även om WR 1 har erkänts som en Wolf-Rayet-stjärna sedan 1800-talet, anger WR 1-beteckningen inte att den var den första som upptäcktes. WR 1 är den första stjärnan i den sjunde katalogen över galaktiska Wolf-Rayet-stjärnor. Den har en massa som är ca 27 solmassor, en radie som är ca 2,3 solradier och har ca 760 000 gånger solens utstrålning av energi från dess fotosfär vid en effektiv temperatur av ca 112 000 K.
WR 1 ingår i kväveserien av WR-stjärnor och har ett spektrum med HeII-linjer som är mycket starkare än HeI-linjer, och NV-emission mer än dubbelt så mycket som NIII, vilket leder till spektraltyp WN4. Spektrumet har särskilt bred HeII-linje, vilket leder till motsvarande klassificeringar av WN4-b (för bred) eller WN4-s (för stark). Spektrumet har också linjerna CIV och NIV, men inga vätelinjer alls, vilket tyder på att WR 1 redan har avgett allt dess väte genom sina kraftiga stjärnvindar.
WR 1 är något variabel och har variabel stjärnbeteckning V863 Cassiopeiae. Den totala amplituden för variationerna är endast 0,09 magnituder vid visuella våglängder. Variationerna är väldefinierade med en period på 16,9 dygn, men ljuskurvan är inte sinusformad och dess form kan variera. Variationerna har tillskrivits en tät asymmetrisk stjärnvind och samroterande samverkande regioner i utkastat material.